# Eupasiphae gilesii
Eupasiphae gilesii is een garnalensoort uit de familie van de Pasiphaeidae. De wetenschappelijke naam van de soort is voor het eerst geldig gepubliceerd in 1892 door Wood-Mason.